# Jan z Trauttmansdorffu
Jan, či Hanuš z Trauttmansdorffu (německyJohann (Hans) von Trauttmansdorff, 1437–1493, byl rakouský šlechtic z rodu Trauttmansdorffů žijící v 15. století.

## Život
Narodil se jako syn Herranda III. a jeho manželky Markéty z Elrichingu. Měl staršího bratra Kryštofa (1435–1480), který byl duchovním, v letech 1477–1480 biskupem sekavským, Leopolda a Viléma.
Jan od císaře Ferdinanda I. za služby obdržel Kirchstetten, Rappoltenbach a další bohaté statky.

### Manželství a potomstvo
Jan z Trauttmansdorffu byl ženatý s Doroteou z Reispergu, s níž měl devět synů a čtyři dcery, čímž položil základ rozrodu Trauttmansdorffů, neboť jeho synové založili nové rodové větve: David založil starší (též Davidovu) linii, a Ehrenreich mladší (Ehrenreichovu) linii. Zatímco druhá linie vyhasla již ve čtvrté generaci na počátku 18. století v osobě dcer Jiřího Kryštofa († 1660) Marie Cecílie (1647–1706) provdaná v roce 1669 za hraběte Františka Adama z Ditrichštejna a Marie Konstancie (1651–1722), provdaná v roce 1670 za hraběte Jana Hervarta z Auerspergu, zatímco první Davidova linie žije dodnes.